# Denni Rocha dos Santos
Denni Rocha dos Santos (nacido el 21 de agosto de 1982) es un futbolista brasileño que se desempeña como delantero.
Jugó para clubes como el Santo André, São Caetano, Montedio Yamagata, Ituano, Tijuana, Newcastle United Jets y Valletta.

## Trayectoria

### Clubes
| Club                  | País      | Año         |
| --------------------- | --------- | ----------- |
| Santo André           | Brasil    | 2003        |
| São Caetano           | Brasil    | 2003        |
| Montedio Yamagata     | Japón     | 2004        |
| Ituano                | Brasil    | 2005        |
| Tijuana               | México    | 2005 - 2006 |
| Santo André           | Brasil    | 2006        |
| Newcastle United Jets | Australia | 2007 - 2008 |
| Tarxien Rainbows      | Malta     | 2009 - 2010 |
| Valletta              | Malta     | 2010 - 2015 |
| Paola Hibernians      | Malta     | 2015 - 2016 |
| Sliema Wanderers      | Malta     | 2016 - 2017 |
| Valletta              | Malta     | 2017 -      |